# Ulrich Bögelsack
Ulrich Bögelsack (* 27. Dezember 1909 in Berlin; † 19. November 1961 in Ost-Berlin) war ein deutscher Jurist in der Finanzverwaltung.

## Leben
Als Sohn eines Obersteuerinspektors besuchte Bögelsack ein Gymnasium in Berlin-Tempelhof. Nach dem Abitur immatrikulierte er sich zum Sommersemester 1928 an der Friedrich-Alexander-Universität Erlangen für Rechtswissenschaft. Am 2. Mai 1928 wurde er als Fuchs im Corps Baruthia aufgenommen. Am 5. Februar 1929 recipiert, zeichnete er sich als Senior aus. Als Inaktiver wechselte er an die Friedrich-Wilhelms-Universität zu Berlin. Zum 1. April 1933 trat er der NSDAP bei (Mitgliedsnummer 1.576.509). 1937 wurde er zum Dr. iur. promoviert. Er trat in die Reichsfinanzverwaltung und kam als Finanzassessor nach Konstanz. Zum Regierungsrat befördert, wurde er als Lehrer an die erste von 14 Reichsfinanzschulen in Herrsching am Ammersee versetzt. Wohl noch in der Zeit des Nationalsozialismus kam er an die Oberfinanzdirektion Dresden. In der Deutschen Demokratischen Republik war er Mitglied der Sozialistischen Einheitspartei Deutschlands (SED). Er wurde Justitiar im Ministerium der Finanzen der DDR und Professor an der Wirtschaftswissenschaftlichen Fakultät der Humboldt-Universität zu Berlin. Drei Monate nach dem Bau der Berliner Mauer kam er durch einen Autounfall ums Leben. Er wurde keine 52 Jahre alt.

## Werke
- Wirtschaftliche Rechnungsführung und Vertragssystem, Berlin, Deutscher Zentralverlag, 1953
- Die Entstehung des Volkseigentums, Berlin, Deutscher Verlag der Wissenschaften, 1958